# Холодная (разъезд)
Холо́дная — разъезд Северобайкальского региона Восточно-Сибирской железной дороги на Байкало-Амурской магистрали (1105 километр).
Находится в 3,5 км по автодороге к северо-востоку от посёлка Холодная Северо-Байкальского района Республики Бурятия, на левобережье реки Холодной, в 1 км от правого берега Кичеры. Связана пригородным сообщением с городом Северобайкальском.

## Пригородное сообщение по станции
| № поезда | Маршрут движения                  | № поезда | Маршрут движения                  |
| -------- | --------------------------------- | -------- | --------------------------------- |
| 6375     | Кюхельбекерская — Северобайкальск | 6376     | Северобайкальск — Кюхельбекерская |
| 6371     | Новый Уоян — Северобайкальск      | 6372     | Северобайкальск — Новый Уоян      |